# René-Jean Dupuy
 (août 2011).
Si vous disposez d'ouvrages ou d'articles de référence ou si vous connaissez des sites web de qualité traitant du thème abordé ici, merci de compléter l'article en donnant les références utiles à sa vérifiabilité et en les liant à la section « Notes et références ».
Pour les articles homonymes, voir Dupuy.
René-Jean Dupuy, né le 7 février 1918 à Tunis et mort le 17 juillet 1997 à Nice, est un juriste français, spécialiste du droit international public.

## Biographie
Il fait ses études à Alger avant de faire la guerre du côté des Alliés à partir de 1942. À la fin du conflit, il reprend ses études de droit. Il devient docteur de la faculté de droit de Paris en 1948, puis agrégé de droit en 1950.
Après la guerre d'Indochine, il devient professeur de droit à Alger, à Aix-Marseille, puis à Nice où il crée l'Institut du droit de la paix et du développement en 1968. Secrétaire général de l'Académie de droit international de La Haye, il enseigne également à Paris I. Il est nommé titulaire de la chaire de droit international au Collège de France en 1979.
Il a reçu le titre de docteur honoris causa de l'université Jagellonne de Cracovie en 1983.
Il est élu membre de l'Académie des sciences morales et politiques en 1992 et par ailleurs membre de l'Académie du royaume du Maroc.
L'Académie française lui a attribué en 1989 son Grand Prix de philosophie pour son ouvrage La clôture du système international: La cité terrestre paru aux Presses universitaires de France.
Il a appartenu au comité de patronage de Nouvelle École. Sa seconde épouse est décédée en 2013.

## Principales publications
- L'évolution du pan-américanisme vers le fédéralisme, IX-359 f., 1948

[Thèse : Droit : Paris : 1948] (crédité sous le nom d'auteur « René Dupuy »)
- Le nouveau panaméricanisme, l'évolution du système inter-américain vers le fédéralisme, 1956
- Le droit international, 1963
- Politique de Nietzsche, 1969
- L'océan partagé : analyse d'une négociation, 38e Conférence des nations sur le droit de la mer, 1979
- Communauté internationale et disparités de développement : cours général de droit international public, 1981
- Traité du nouveau droit de la mer, en collaboration, 1985
- La communauté internationale entre le mythe et l'histoire, 1986
- La clôture du système international : la cité terrestre, 1989
- Dialectiques du droit international : souveraineté des États, communauté internationale et droits de l'humanité, 1999